# 民族路 (天津市)
民族路是中国天津市河北区的一条街道。修筑于1902年，长920米。民族路北到兴隆街，南到海河东路。目前，民族路地区是天津市历史风貌建筑的聚集地之一，大量的名人故居坐落于此。

## 历史
在天津意租界开辟之前，民族路为海河北岸贮盐地的土路。清光绪二十八年（1902年），民族路所在区域成为天津意租界。1903年，民族路沿街左右开始建房筑路。当时的民族路以马可波罗广场为界分为南北两段。北段意中交界路（今兴隆街）至马可波罗广场称“北西马路”，意大利名为“马可波罗道”（Via Marco Polo），在当时也称：“玛尔谷路”或“马尔登路”。南段马可波罗广场至河沿路称“南西马路”，意大利名为“罗马道”（Via Roma）。1924年，马可波罗广场在民族路和自由道交口处建成，因此，周围形成一条环行路，名为“西圆圈”，意大利名为“雷希那埃伦娜路”（Piazza Regina Elena）。1944年，汪伪天津特别市政府将该路改称“河东七路”。1946年，天津市政府光复后以“三民主义”中的“民族”一词将其更名为民族路至今。

## 现况与发展
民族路目前全长920米，宽9米，两侧人行道均宽5米，为沥青路面。沿途建有梁启超旧居、梁启超“饮冰室”书斋、原回力球馆、张鸣岐旧宅、易兆云旧居和意大利兵营等建筑。

## 沿路建筑
民族路曾经和现在比较著名的建筑有：

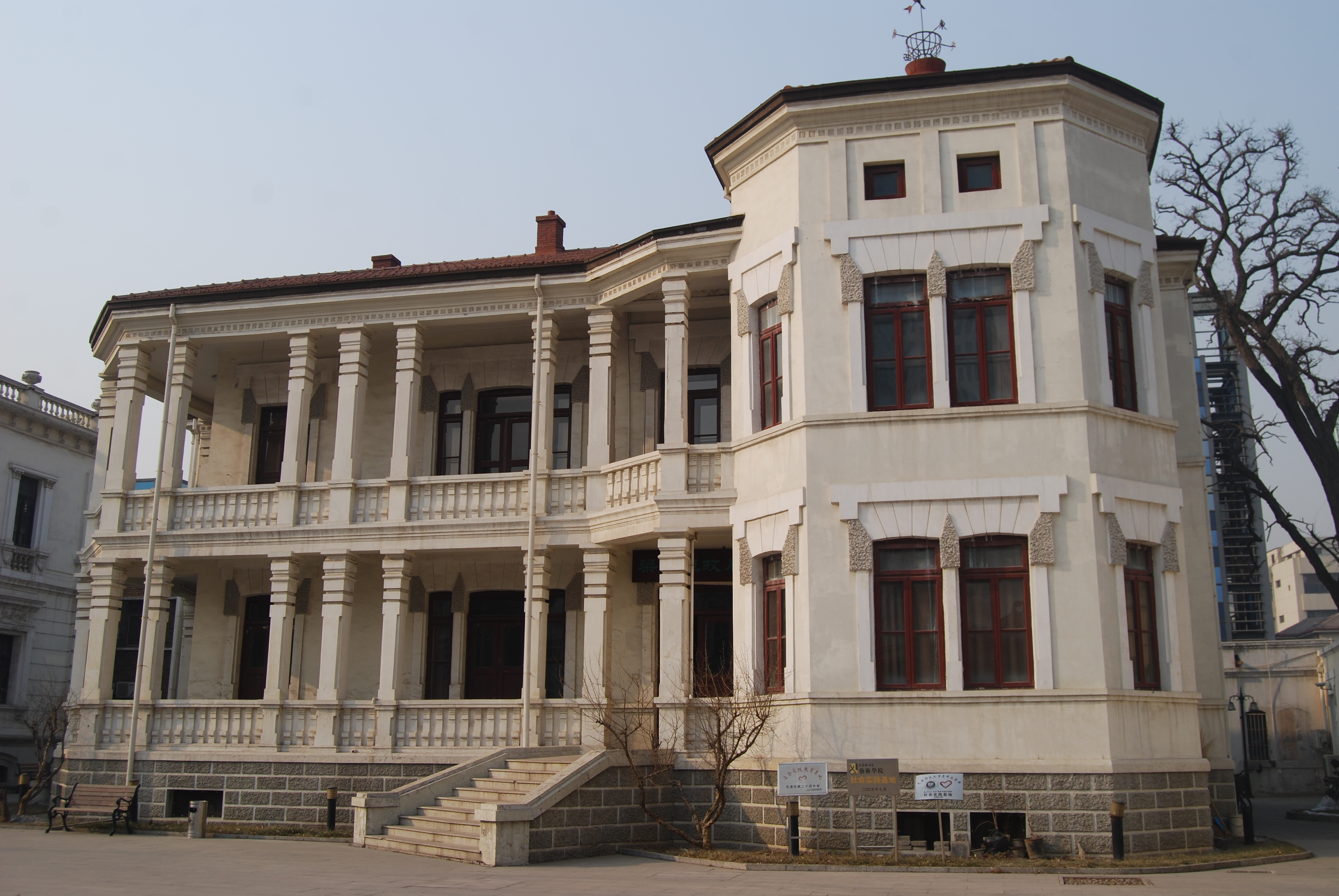
民族路上的梁启超旧居

- 天津市全国重点文物保护单位：梁启超旧居，民族路44号
- 天津市文物保护单位：梁启超“饮冰室”书斋，民族路46号。
- 天津市历史风貌建筑：原回力球馆，民族路47号。
- 天津市历史风貌建筑：张鸣岐旧宅，民族路80号。
- 天津市历史风貌建筑：易兆云旧居，民族路90号至92号。

此外，沿民族路周边的著名建筑有：
- 天津市历史风貌建筑：意大利兵营，光明道。[3]

## 交汇道路
目前，与民族路相交汇的主要道路有：

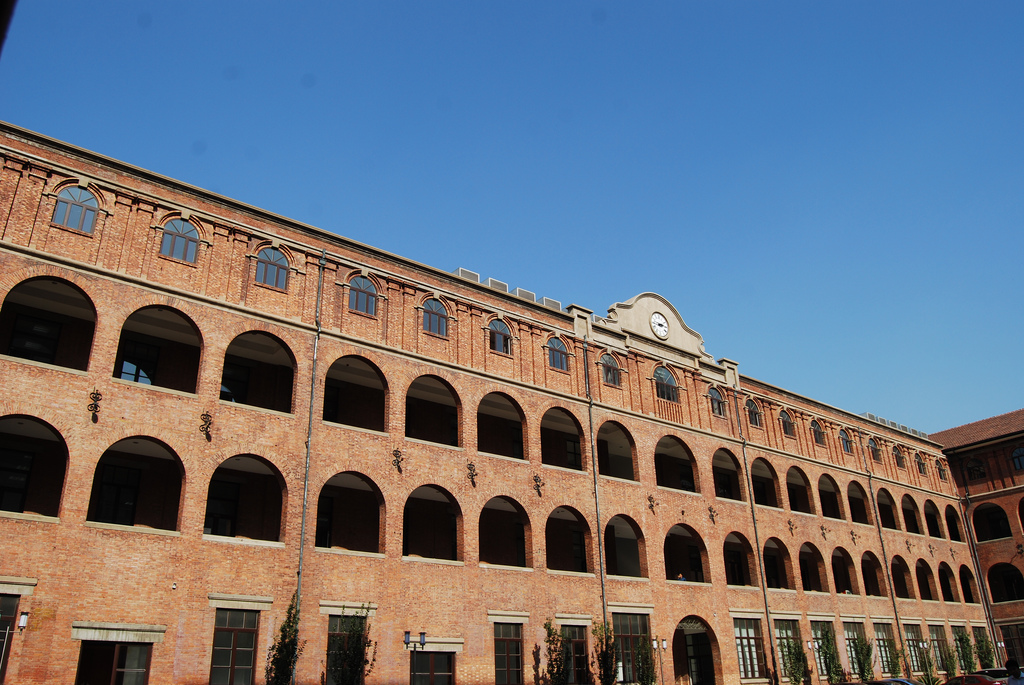
民族路和光明道交口的意大利兵营

- 兴隆街 原意中交界路（Via Fiume）
- 建国道 原伊曼纽尔三世路、原大马路（Corso Vittorio Emanuele）
- 光明道 原营盘小马路（Via Matteo Ricci）
- 民主道 原文森索罗西道、原二马路（Via Vincenzo Rossi）
- 进步道 原埃马诺卡洛托道、原三马路（Via Ermanno Carlotto）
- 光复道 原康特伽利娜道、原四马路（Via Conte Gallina）
- 自由道 原五马路（Via Conte Galeazzo Ciana）
- 博爱道 原桑朱利亚诺侯爵道、原六马路（Via Marchese di San Giuliano）
- 海河东路 原河沿路（Via Banchia d'Italia）